# FC Dinamo București în sezonul 2011-2012
Sezonul 2011–12 a fost cel de-al 63-lea sezon consecutiv pentru Dinamo în primul eșalon al fotbalului românesc. Dinamo a participat în 3 competiții, respectiv Liga I, Cupa României și UEFA Europa League.
În Liga I Dinamo a terminat competiția pe poziția a 5-a, în spatele echipei Rapid București. În Cupa României însă, echipa a reușit să obțină cel de-al 13-lea trofeu după ce a învins-o pe Rapid București în finală cu scorul de 1–0.
Datorită clasării pe locul 6 în sezonul trecut din Liga I, Dinamo a participat în Europa League din al treilea tur preliminar. Aici, echipa a avansat până în playoff-ul competiției, unde a fost eliminată de formația ucraineană Vorskla Poltava.

## Echipă
| Nr. |              | Poziție | Jucător            |
| --- | ------------ | ------- | ------------------ |
| 2   | România      | F       | Constantin Nica    |
| 3   | România      | F       | Cristian Pulhac    |
| 4   | România      | M       | Cosmin Matei       |
| 5   | Burkina Faso | M       | Djakaridja Koné    |
| 6   | România      | M       | Dorel Stoica       |
| 7   | România      | M       | Cătălin Munteanu   |
| 8   | Brazilia     | A       | Michel Platini     |
| 9   | România      | A       | Marius Niculae     |
| 10  | România      | M       | Marius Alexe       |
| 14  | România      | M       | Dan Bucșă          |
| 15  | România      | F       | Adrian Scarlatache |

| Nr. |                   | Poziție | Jucător             |
| --- | ----------------- | ------- | ------------------- |
| 19  | România           | M       | Iulian Tameș        |
| 20  | România           | M       | Alexandru Curtean   |
| 21  | România           | F       | Dragoș Grigore      |
| 22  | România           | M       | Sorin Strătilă      |
| 23  | Macedonia de Nord | P       | Kristijan Naumovski |
| 24  | România           | F       | Srdjan Luchin       |
| 25  | România           | A       | Ionel Dănciulescu   |
| 26  | România           | F       | Laurențiu Rus       |
| 29  | România           | A       | George Țucudean     |
| 30  | România           | F       | Cosmin Moți         |
| 34  | România           | P       | Cristian Bălgrădean |

Ultima actualizare: 17 mai 2012

## Transferuri

### Sosiri
| Post | Jucător            | De la                 | Suma              | Data       |
| ---- | ------------------ | --------------------- | ----------------- | ---------- |
| P    | George Curcă       | Unirea Urziceni       | Final de împrumut | 24-05-2011 |
| F    | Adrian Scarlatache | Khazar Lankaran       | Final de împrumut | 24-05-2011 |
| F    | Nicolae Mușat      | Khazar Lankaran       | Final de împrumut | 24-05-2011 |
| F    | Cristian Pulhac    | Hércules Alicante     | Final de împrumut | 24-05-2011 |
| F    | Laurențiu Rus      | FCM Târgu Mureș       | Final de împrumut | 24-05-2011 |
| M    | Hristu Chiacu      | Khazar Lankaran       | Final de împrumut | 24-05-2011 |
| F    | Nicolae Mușat      | Khazar Lankaran       | Final de împrumut | 24-05-2011 |
| A    | Marius Niculae     | Kavala                | Final de împrumut | 24-05-2011 |
| M    | Cornel Predescu    | Gloria Bistrița       | Final de împrumut | 01-07-2011 |
| M    | Dorel Stoica       | Universitatea Craiova | ?                 | 02-08-2011 |
| F    | Srgian Luchin      | FC Timișoara          | 300.000 €         | 31-08-2011 |
| M    | Sorin Strătilă     | Astra Ploiești        | 400.000 €         | 05-01-2012 |
| M    | Alexandru Curtean  | FC Timișoara          | 700.000 €         | 10-01-2012 |
| M    | Cosmin Matei       | Astra Ploiești        | ?                 | 10-01-2012 |
| M    | Iulian Tameș       | FC Timișoara          | ?                 | 26-01-2012 |
| A    | Michel Platini     | ȚSKA Sofia            | 600.000 €         | 14-02-2012 |

### Plecări
| Post | Jucător             | La                | Sumă                 | Dată       |
| ---- | ------------------- | ----------------- | -------------------- | ---------- |
| P    | Emilian Dolha       | -                 | Întelegere reciprocă | 07-07-2011 |
| F    | Óscar Rubio         | -                 | Final de contract    | 25-06-2011 |
| F    | Valeriu Bordeanu    | -                 | Final de contract    | 25-06-2011 |
| F    | Ersin Mehmedović    | -                 | Final de contract    | 25-06-2011 |
| M    | Vlad Munteanu       | -                 | Final de contract    | 25-06-2011 |
| M    | Andrei Mărgăritescu | CS Mioveni        | ?                    | 16-07-2011 |
| M    | Gabriel Torje       | Udinese           | 5.000.000 €          | 26-08-2011 |
| F    | Zie Diabaté         | Dijon             | 500.000 €            | 13-01-2012 |
| P    | George Curcă        | Farul             | Împrumut             | 15-01-2012 |
| F    | Sergiu Homei        | FCM Tîrgu Mureș   | ?                    | 20-02-2012 |
| A    | Liviu Ganea         | CFR Cluj          | 200.000 €            | 21-02-2012 |
| M    | Bogdan Pătrașcu     | Astra Ploiești    | -                    | 21-02-2012 |
| M    | Elis Bakaj          | Cernomoreț Odessa | 50.000 € (împrumut)  | 23-02-2012 |

## Competiții
În sezonul 2011-2012 Dinamo a fost angrenată in 3 competiții, respectiv Liga I, Cupa României și Europa League

### Liga I

#### Clasament
| Poz | Echipa   | MJ | V  | E  | Î | GM | GP | G   | Pct | Promovare sau retrogradare       |
| --- | -------- | -- | -- | -- | - | -- | -- | --- | --- | -------------------------------- |
| 1   | CFR Cluj | 34 | 21 | 8  | 5 | 63 | 31 | +32 | 71  | LC 2012-13 Turul trei preliminar |
| 2   | Vaslui   | 34 | 22 | 4  | 8 | 58 | 29 | +29 | 70  |                                  |
| 3   | Steaua   | 34 | 19 | 9  | 6 | 47 | 26 | +21 | 66  |                                  |
| 4   | Rapid    | 34 | 18 | 10 | 6 | 54 | 29 | +25 | 64  |                                  |
| 5   | Dinamo   | 34 | 18 | 8  | 8 | 57 | 32 | +25 | 62  |                                  |

Ultima actualizare: 21 mai 2012
Sursa: liga1 ro
Reguli de clasare: 
1st points; 2nd head-to-head points; 3rd head-to-head goal difference; 4th head-to-head goals scored; 5th overall goal difference; 6th overall goals scored.
1The final team will be decided in a play-off round, on 2 and 6 July, between Voința Sibiu and Săgeata Năvodari
2The winners of the 2011–12 Cupa României will qualify for the play-off round of the 2012–13 UEFA Europa League.
POZ = Poziția în clasament; (C) = Campioană; (R) = Retrogradată; (P) = Promovată; (E) = Eliminată; (O) = Câștigătoare de play-off; (A) = Avansează în runda următoare. 
Aplicabil doar când sezonul nu este terminat: 
(Q) = Calificare în faza competiției indicată; (TQ) = Calificare în competiție, dar încă nu în faza indicată; (RQ) = Calificată în competiția de retrogradare indicată; (DQ) = Descalificată din competiție.

3The champions and runner up of the Liga I 2011-2012 will qualify for the play-off round of the 2012–13 UEFA Europa League.|date=June 2011}}
4Places 3 to 4 of the 2011–12 Cupa României will qualify for the p of the 2012–13 UEFA Europa League.|date=June 2011}}

#### Meciuri

##### Tur
| 22 iulie 2011Etapa 1 | Dinamo                                | 1 – 0 | Târgu Mureș                                                                                          | Ploiești                                                     |  |
| 20:20                | Marius Niculae 14' Dragoș Grigore 26' |       | Robert Ilyeș 42' · Lorand Szilagyi 52' · Claudiu Bumba 55' · Sorin Ghionea 60' · Lorand Szilagyi 86' | Stadion: Astra Spectatori: 3500 Arbitru: Augustus Constantin |  |

| 31 iulie 2011Etapa 2 | Gaz Metan                                                          | 0 – 5 | Dinamo | Mediaș                                                          |  |
| 21:30                | Z. Marković 38' · R. Zaharia 38' · R. Pleșca 39' · A. Khubutia 66' |       | C. Munteanu 40' (pen.) D. Koné 52' I. Dănciulescu 58' I. Dănciulescu 59' M. Niculae 77', 87' G. Torje 90+1' | Stadion: Gaz Metan Spectatori: 4000 Arbitru: Sebastian Colțescu |  |

| 13 august 2011Etapa 3 | Dinamo | 2 – 0 | Pandurii                                               | București                                            |  |
| 19:00                 | C. Munteanu 11' · C. Moți 27' · M. Niculae 36' · E. Bakaj 43' · I. Dănciulescu 47' · M. Niculae 71' (pen.) · D. Grigore 85' · |       | V. Chiricheș 37' C. Brata 45' A. Vlad 70' D. Lazăr 70' | Stadion: Dinamo Spectatori: - Arbitru: Adrian Illyeș |  |

| 21 august 2011Etapa 4 | Sportul                   | 0 – 2 | Dinamo                                      | București                                              |  |
| 18:00                 | V. Lazăr 19' T. Bălan 39' |       | C. Moți 54' I. Dănciulescu 59' L. Ganea 69' | Stadion: Regie Spectatori: 4000 Arbitru: Istvan Kovacs |  |

| 28 august 2011Etapa 5 | Dinamo                                                                 | 2 – 1 | Oțelul                         | București                                                 |  |
| 20:00                 | C. Moți 22' D. Grigore 39' G. Torje 62' B. Pătrașcu 72' M. Niculae 79' |       | M. Perendija 45' S. Costin 73' | Stadion: Dinamo Spectatori: 2.000 Arbitru: Cristian Balaj |  |

| 11 septembrie 2011Etapa 6 | Vaslui | 3 – 1 | Dinamo                                                          | Vaslui                                                              |  |
| 21:30                     | Adaílton 27' M. Temwanjera 42' Wesley 44' M. Pavlović 46' M. Temwanjera 68' L. Sânmărtean 74' J. Milanov 76' |       | D. Stoica 41' C. Munteanu 49' C. Bălgrădean 62' G. Țucudean 86' | Stadion: Municipal Vaslui Spectatori: 7.000 Arbitru: Robert Dumitru |  |

| 18 septembrie 2011Etapa 7 | Dinamo                                                            | 0 – 0 | Rapid                                                                                      | București                                                     |  |
| 21:30                     | D. Koné 32' D. Grigore 58' L. Rus 60' M. Niculae 75' E. Bakaj 94' |       | R. Duarte 17' · D. Alexa 40' · O. Herea 44' · N. Grigore 45' · R. Surdu 45' · D. Pancu 54' | Stadion: Dinamo Spectatori: 5.000 Arbitru: Sebastian Colțescu |  |

| 25 septembrie 2011Etapa 8 | Petrolul                                | 1 – 5 | Dinamo | Ploiești                                                     |  |
| 21:30                     | R. Barbu 37' D. Oprița 71' N. Mitea 82' |       | C. Moți 10' S. Luchin 41' D. Koné 45+1' A. Scarlatache 57' C. Munteanu 59' I. Dănciulescu 80' M. Niculae 83', 85' | Stadion: Ilie Oană Spectatori: 15.000 Arbitru: Istvan Kovacs |  |

| 1 octombrie 2011Etapa 9 | Dinamo                                                                      | 2 – 0 | Concordia    | București                                            |  |
| 21:30                   | D. Grigore 25' S. Luchin 35' I. Dănciulescu 39' E. Bakaj 78' E. Bakaj 90+2' |       | M. Stere 49' | Stadion: Dinamo Spectatori: - Arbitru: Paul Unimătan |  |

| 17 octombrie 2011Etapa 10 | Ceahlăul                                             | 0 – 5 | Dinamo                                                                                           | Piatra Neamț                                                 |  |
| 20:00                     | H. Chiacu 26' A. Monroy 29' D. Barna 77' A. Marc 88' |       | M. Niculae 5', 33', 80' M. Alexe 38' I. Dănciulescu 42' M. Alexe 56' C. Munteanu 67' D. Koné 85' | Stadion: Ceahlăul Spectatori: 3.000 Arbitru: Alexandru Tudor |  |

| 23 octombrie 2011Etapa 11 | Dinamo      | 0 – 0 | Brașov                                           | București                                                 |  |
| 21:30                     | C. Moți 77' |       | D. Distéfano 4' M. Felgueiras 68' J. Velayos 74' | Stadion: Dinamo Spectatori: 3.000 Arbitru: Cristian Balaj |  |

| 29 octombrie 2011Etapa 12 | U Cluj                        | 0 – 0 | Dinamo                                                    | Cluj-Napoca                                                       |  |
| 21:30                     | O. Abrudan 45' A. Cristea 61' |       | Z. Diabaté 61' M. Alexe 62' C. Bălgrădean 86' G. Păun 89' | Stadion: Cluj Arena Spectatori: 21.320 Arbitru: Alexandru Deaconu |  |

| 5 noiembrie 2011Etapa 13 | CFR                                            | 2 – 3 | Dinamo | Cluj-Napoca                                                |  |
| 21:00                    | R. Cadú 37' R. Cadú 45' Ronny 47' N. Diogo 84' |       | I. Dănciulescu 20' S. Luchin 33' L. Rus 37' A. Scarlatache 38' Z. Diabaté 67' M. Niculae 82', 90' I. Dănciulescu 87' C. Bălgrădean 90+1' | Stadion: Dr. Constantin Rădulescu Arbitru: Alexandru Tudor |  |

| 19 noiembrie 2011Etapa 14 | Dinamo                                                        | 1 – 0 | Voința       | București                                                         |  |
| 18:00                     | D. Grigore 57' C. Moți 70' I. Dănciulescu 76' C. Munteanu 88' |       | C. Bunea 43' | Stadion: Dinamo Spectatori: 2.000 Arbitru: Adrian Viorel Cojocaru |  |

| 27 noiembrie 2011Etapa 15 | Mioveni      | 0 – 1 | Dinamo                | Mioveni                                                    |  |
| 20:30                     | I. Voicu 61' |       | L. Rus 29' L. Rus 50' | Stadion: Dacia Spectatori: 4.000 Arbitru: Marius Bocăneală |  |

| 5 decembrie 2011Etapa 16 | Dinamo                            | 7 – 3 | Steaua                                                                      | București                                                  |  |
| 20:30                    | 20' (pen.) M. Niculae 87' C. Moți |       | 19' V. Iliev 22', 59' R. Rusescu 32' P. Brandán 92' M. Costea 93' M. Costea | Stadion: Dinamo Spectatori: 15.000 Arbitru: Cristian Balaj |  |

| 11 decembrie 2011Etapa 17 | Astra                       | 0 – 0 | Dinamo                    | Ploiești                                                 |  |
| 20:30                     | 47' S. Strătilă 89' B. Rusu |       | 14' C. Pulhac 62' D. Koné | Stadion: Astra Spectatori: 2.500 Arbitru: Ovidiu Hațegan |  |

##### Retur
| 17 decembrie 2011Etapa 18 | Târgu Mureș                  | 0 – 1 | Dinamo                                                                                    | Târgu Mureș                                                   |  |
| 20:30                     | 50' R. Ilyeș 66' R. Pădurețu |       | 8' M. Niculae 35' L. Rus 42' C. Moți 50' (pen.) M. Niculae 94' G. Țucudean 95' Z. Diabaté | Stadion: Trans-Sil Spectatori: 7.000 Arbitru: Alexandru Tudor |  |

| 3 martie 2012Etapa 19 | Dinamo                                    | 2 – 0 | Gaz Metan                    | București                                                          |  |
| 20:20                 | C. Munteanu 11' (pen.) I. Dănciulescu 28' |       | R. Zaharia 9' · F. Lazăr 32' | Stadion: Arena Națională Spectatori: 19.146 Arbitru: Radu Petrescu |  |

| 10 martie 2012Etapa 20 | Pandurii | 2 – 2 | Dinamo                                                                              | Târgu Jiu                                                             |  |
| 20:30                  | O. Viera 6' · B. Ungurușan 7' · M. Pintilii 31' · C. Voiculeț 67' · M. Pintilii 82' (pen.) · A. Grigoraș 89' |       | I. Dănciulescu 16' · L. Rus 23' · M. Niculae 29' · D. Koné 57' · C. Matei 72' 90+2' | Stadion: Tudor Vladimirescu Spectatori: 8.000 Arbitru: Ovidiu Hațegan |  |

| 17 martie 2012Etapa 21 | Dinamo                                    | 1 – 3 | Sportul                                    | București                                                 |  |
| 21:30                  | M. Niculae 2' C. Moți 48' G. Țucudean 80' |       | A. Nistor 15' V. Ferfelea 32' V. Lazăr 81' | Stadion: Dinamo Spectatori: 5.000 Arbitru: Cristian Balaj |  |

| 21 martie 2012Etapa 22 | Oțelul                                                                                    | 1 – 1 | Dinamo | Galați                                                    |  |
| 21:30                  | M. Pena 17' C. Iorga 24' C. Sârghi 69' Gabriel Paraschiv 79' C. Râpă 80' A. Sălăgeanu 80' |       | D. Grigore 11' · C. Pulhac 14' · M. Niculae 27' · S. Luchin 33' · M. Niculae 41' · C. Munteanu 80' · A. Curtean 89' · C. Bălgrădean 90+4' | Stadion: Oțelul Spectatori: 12.000 Arbitru: Istvan Kovacs |  |

| 25 martie 2012Etapa 23 | Dinamo           | 0 – 1 | Vaslui                                                   | București                                                  |  |
| 21:30                  | A. Curtean 90+1' |       | P. Papp 9' J. Milanov 21' M. Constantin 48' Y. Bello 57' | Stadion: Dinamo Spectatori: 5.000 Arbitru: Alexandru Tudor |  |

| 1 aprilie 2012Etapa 24 | Rapid                                                    | 0 – 0 | Dinamo                                 | București                                                                        |  |
| 21:00                  | R. Duarte 21' Ș. Grigorie 38' C. Oroș 77' M. Roman 90+1' |       | S. Luchin 37' C. Pulhac 60' L. Rus 71' | Stadion: Giulești - Valentin Stănescu Spectatori: 10.000 Arbitru: Ovidiu Hațegan |  |

| 7 aprilie 2012Etapa 25 | Dinamo                                  | 1 – 3 | Petrolul                                                         | București                                                |  |
| 19:00                  | L. Rus 55' D. Koné 78' M. Niculae 90+4' |       | H. Younés 60' D. Oprița 69' V. Hamutovski 90' D. Boudjemaa 90+1' | Stadion: Dinamo Spectatori: 3.000 Arbitru: Paul Unimătan |  |

| 16 aprilie 2012Etapa 26 | Concordia                                                                      | 1 – 3 | Dinamo                                                                                               | Chiajna                                                    |  |
| 21:30                   | V. Munteanu 26' D. Bratu 53' A. dos Santos 83' I. Iordache 90' P. Krumov 90+1' |       | M. Alexe 32' C. Pulhac 36' C. Moți 39' M. Alexe 55' (pen.) D. Grigore 90+1' A. Petrović 90+2' (a.g.) | Stadion: Concordia Spectatori: 4.000 Arbitru: Marius Avram |  |

| 22 aprilie 2012Etapa 27 | Dinamo | 3 – 2 | Ceahlăul                                                      | București                                                  |  |
| 21:30                   | S. Luchin 4' · C. Moți 48' · M. Alexe 50' · M. Alexe 53' · M. Niculae 57' · I. Dănciulescu 62' · C. Moți 79' |       | C. Muscalu 40' L. Cazan 53' I. Bădescu 90' B. Golubović 90+3' | Stadion: Dinamo Spectatori: 3.000 Arbitru: Alexandru Tudor |  |

| 27 aprilie 2012Etapa 28 | Brașov                                                                                       | 2 – 0 | Dinamo                                                                                        | Brașov                                                             |  |
| 20:20                   | A. Mateiu 1' D. Distéfano 28' B. Ilijoski 31' A. Hadnagy 65' B. Ilijoski 77' N. Viveiros 81' |       | I. Dănciulescu 3' A. Scarlatache 23' C. Pulhac 81' S. Luchin 85' M. Platini 86' D. Koné 90+1' | Stadion: Tineretului Spectatori: 7.000 Arbitru: Sebastian Colțescu |  |

| 2 mai 2012Etapa 29 | Dinamo                                                                               | 2 – 2 | U Cluj                                                      | București                                                |  |
| 21:45              | A. Scarlatache 24' A. Curtean 25' C. Moți 68' L. Rus 78' M. Niculae 82' C. Matei 85' |       | A. Cristea 56' V. Morar 62' A. Cristea 90' Ł. Szukała 90+1' | Stadion: Dinamo Spectatori: 1.500 Arbitru: Richard Trutz |  |

| 5 mai 2012Etapa 30 | Dinamo                                                              | 0 – 1 | CFR                                                   | București                                                   |  |
| 21:45              | N. Mușat 25' D. Koné 41' C. Nica 51' G. Țucudean 59' M. Niculae 83' |       | Cadú 59' S. Peralta 61' P. Kapetanos 90' Camora 90+2' | Stadion: Dinamo Spectatori: 3.000 Arbitru: Anastasios Kakos |  |

| 8 mai 2012Etapa 31 | Voința                                               | 0 – 1 | Dinamo                                                             | Sibiu                                                        |  |
| 18:00              | C. Bunea 22' D. Tătar 26' E. Beza 55' M. Burlacu 73' |       | M. Niculae 25' (pen.) D. Grigore 29' L. Rus 64' A. Scarlatache 84' | Stadion: Municipal Spectatori: 5.000 Arbitru: Cristian Balaj |  |

| 12 mai 2012Etapa 32 | Dinamo                                                                  | 4 – 1 | Mioveni                                       | București                                              |  |
| 21:30               | C. Nica 6' C. Matei 43' I. Tameș 45' R. Stănescu 59' I. Dănciulescu 64' |       | V. Coșereanu 56' V. Coșereanu 60' A. Nilă 77' | Stadion: Dinamo Spectatori: 1.500 Arbitru: Iulian Dima |  |

| 17 mai 2012Etapa 33 | Steaua                                                     | 3 – 2 | Dinamo                                                          | București                                                                 |  |
| 21:45               | R. Rusescu 42' (pen.) V. Iliev 48', 64' I. Latovlevici 72' |       | A. Curtean 21' A. Curtean 34' G. Țucudean 86' G. Țucudean 90+3' | Stadion: Arena Națională Spectatori: 47.698 Arbitru: Olegário Benquerença |  |

| 20 mai 2012Etapa 34 | Dinamo                                                                     | 3 – 0 | Astra                         | București                                                 |  |
| 17:00               | D. Grigore 7' I. Dănciulescu 27' (pen.) I. Dănciulescu 33' G. Țucudean 79' |       | J. Morais 26' J. Spadacio 52' | Stadion: Dinamo Spectatori: 1.000 Arbitru: Horațiu Feșnic |  |

Actualizat: 20 mai 2012
Sursă: liga1.ro

### Cupa României
| 22 septembrie 2011Șaisprezecimi de finală | Dinamo                      | 1 – 0 | Luceafărul Oradea | București                                               |  |
| 21:15                                     | S. Luchin 31' S. Luchin 34' |       | I. Svarczkopf 90' | Stadion: Dinamo Spectatori: - Arbitru: Georgian Ionescu |  |

| 26 octombrie 2011Optimi de finală | Dinamo                                                      | 5 – 0 | Gaz Metan Severin                        | București                                                |  |
| 21:30                             | L. Ganea 37', 60' S. Luchin 42' G. Țucudean 74' G. Păun 84' |       | E. Rioșanu 25' L. Rusu 69' R. Vârtic 85' | Stadion: Dinamo Spectatori: 1.000 Arbitru: Paul Unimătan |  |

| 8 decembrie 2011Sferturi de finală | Dinamo                                                                                            | 2 – 1 | Petrolul                                                                     | București                                                    |  |
| 20:30                              | 14' I. Dănciulescu 18' I. Dănciulescu 33' M. Niculae 55' L. Ganea 60' C. Moți 90+3' C. Bălgrădean |       | 33' A. Petrović · 48' (pen.) A. Borza · 57' M. Bornescu · 76' 90+2' V. Negru | Stadion: Dinamo Spectatori: 2.000 Arbitru: Alexandru Deaconu |  |

| 29 martie 2012Semifinală tur | Dinamo                                    | 1 – 0 | Gaz Metan    | București                                                |  |
| 20:00                        | C. Moți 39' · D. Grigore 59' · L. Rus 88' |       | T. Bawab 73' | Stadion: Dinamo Spectatori: 2.500 Arbitru: Radu Petrescu |  |

| 12 aprilie 2012Semifinală retur | Gaz Metan                          | 2 – 1 | Dinamo                                | Mediaș                                                      |  |
| 21:30                           | Ž. Marković 8' I. Ba 44' I. Ba 80' |       | D. Koné 45' D. Stoica 58' C. Moți 72' | Stadion: Gaz Metan Spectatori: 6.000 Arbitru: Radu Petrescu |  |

| 23 mai 2012Finală | Dinamo                                               | 1–0         | Rapid                         | București                                                           |  |
| 21:00             | A. Scarlatache 58' M. Niculae 68' K. Naumovski 90+6' | fcdinamo.ro | Ș. Grigorie 71' C. Oros 90+2' | Stadion: Arena Națională Spectatori: 45.000 Arbitru: Daniele Orsato |  |

### UEFA Europa League
| 28 July3rd qual, 1st leg | Dinamo                                              | 2 – 2   | Varaždin                 |                                                                                 |  |
| 21:00                    | Sušac 6' (o.g.) Moți 16' Scarlatache 47' Koné 90+2' | Rezumat | Sačer 43' Vugrinec 45+2' | Stadion: Stadion: Dinamo, București Spectatori: 6.000 Arbitru: Leontios Trattou |  |

| 4 August3rd qual, 2nd leg | Varaždin                                  | 1 - 2   | Dinamo |                                                                   |  |
| 17:00(CET)                | J. Golubar 14' I. Conjar 25' M. Sačer 88' | Rezumat | I. Dănciulescu 7' M. Alexe 13' C. Munteanu 26' M. Niculae 49' C. Munteanu 53' G. Torje 72' G. Țucudean 90+2' | Stadion: Stadion: Anđelko Herjavec, Varaždin Arbitru: Ján Valášek |  |

| 18 Augustplayoff, 1st leg | Vorskla                             | 2 – 1   | Dinamo                                                                             |                                                                  |  |
| 19:00(CET)                | I. Kryvosheyenko 32' P. Rebenok 89' | Rezumat | D. Grigore 24' · M. Niculae 58' · D. Grigore 64' · M. Niculae 70' · M. Alexe 80' · | Stadion: Stadion: Butovsky Vorskla, Poltava Arbitru: Liran Liany |  |

| 25 Augustplayoff, 2nd leg | Dinamo                                                 | 2 – 3   | Vorskla                                                              |                                                                                  |  |
| 17:00(CET)                | G. Torje 45' L. Rus 64' Z. Diabaté 89' G. Țucudean 90' | Rezumat | A. Januzi 37' A. Dallku 63' O. Barannik 72', 78' O. Krasnopyorov 89' | Stadion: Stadion: Dinamo, București Spectatori: 14.000 Arbitru: Cyril Zimmermann |  |

### Amicale
| 27 iunie 2011Primul amical | Dinamo București                                  | 4-0 | KF Trepça |                  |  |
| 15:00                      | 12' Grigore 30' Dănciulescu 36' Grigore 56' Bakaj |     |           | Stadion: Austria |  |

| 29 iunie 2011Al doilea amical | Dinamo București | 0-1 | FC Ingolstadt 04 |                  |  |
| 21:00                         |                  |     |                  | Stadion: Austria |  |

| 2 iulie 2011Al treilea amical | Dinamo București            | 2-1 | FC Basel |                                                        |  |
| 17:30                         | 8' Dănciulescu 89' Țucudean |     |          | Stadion: Alpenstadion Bad Gastein Bad Gastein, Austria |  |

| 4 iulie 2011Al patrulea amical | Dinamo București     | 2-1 | Maccabi Haifa   |                  |  |
| 17:30                          | 76' Crișan 77' Ganea |     | 14' Dvalishvili | Stadion: Austria |  |

| 6 iulie 2011Al cincilea amical | Dinamo București | 1-1 | Emiratele Arabe Unite |                  |  |
| 19:00                          | 69' Țucudean     |     |                       | Stadion: Austria |  |

| 8 iulie 2011al saselea amical | Dinamo București        | 2-1 | USK ANIF |                  |  |
| 17:30                         | 57' Stănescu 78' Chiacu |     |          | Stadion: Austria |  |

| 10 iulie 2011al al șaptelea amical | Dinamo București | 17-0 | FC Kössen |                  |  |
| 17:30                              | iviu Ganea 8' 25' Torje 14' 28' 38', Moți 19', Dănciulescu 31', Alexe 32', C. Munteanu 37', Bakaj 48', 57', M. Niculae 50' 58', Kone 54', Țucudean 59' 81', Pătrașcu 90'. |      |           | Stadion: Austria |  |

Actualizat: 14:52, 18 iunie 2011 (EET)
Sursă:  ro

Legendă:

      Victorie

      Egal

      Înfrângere

      Amânat